# Robert Braithwaite
Robert Braithwaite (ur. 10 maja 1824, zm. 20 października 1917) – angielski briolog, członek Towarzystwa Linneuszowskiego w Londynie. Pracował zawodowo jako lekarz rodzinny. Ożenił się z Charlotte Elizabeth, córką Nathaniela Bagshawa Warda (wynalazcy skrzynki Warda), który wywarł na niego znaczny wpływ. Jego najważniejszym wkładem w rozwój briologii była trzytomowa The British Moss-Flora („Brytyjska flora mchów”, 1887–1905). Przy cytowaniu jego odkryć w botanice używa się standardowego skrótu autorskiego „Braithw.”.